# 普丰德斯
普丰德斯是奥地利蒂罗尔州兰德克县的一个市镇。总面积140.4平方公里，总人口2547人，人口密度18.1人/平方公里（2005年）。